# Parc de la Ciutadella
O Parque da Cidadela (em catalão, Parc de la Ciutadella) foi, durante muitos anos, o único parque da cidade de Barcelona, na Catalunha, na Espanha. Foi construído nos antigos terrenos da fortaleza da cidade (daí seu nome Cidadela), à imagem e semelhança do Jardim do Luxemburgo de Paris.
Está situado no bairro de São Pedro, Santa Catarina e Ribeira, no distrito da Cidade Velha, no triângulo compreendido entre a Estação de França, o Arco do Triunfo e a Vila Olímpica, entre o Passeio Pujades, o Passeio Picasso e a Rua Wellington. Dispõe de dez acessos e tem uma extensão de 17,42 hectares, sem contar com o Zoo de Barcelona.
No parque, encontra-se o antigo Arsenal da Cidadela, sede actual do Parlamento da Catalunha.

## Origens

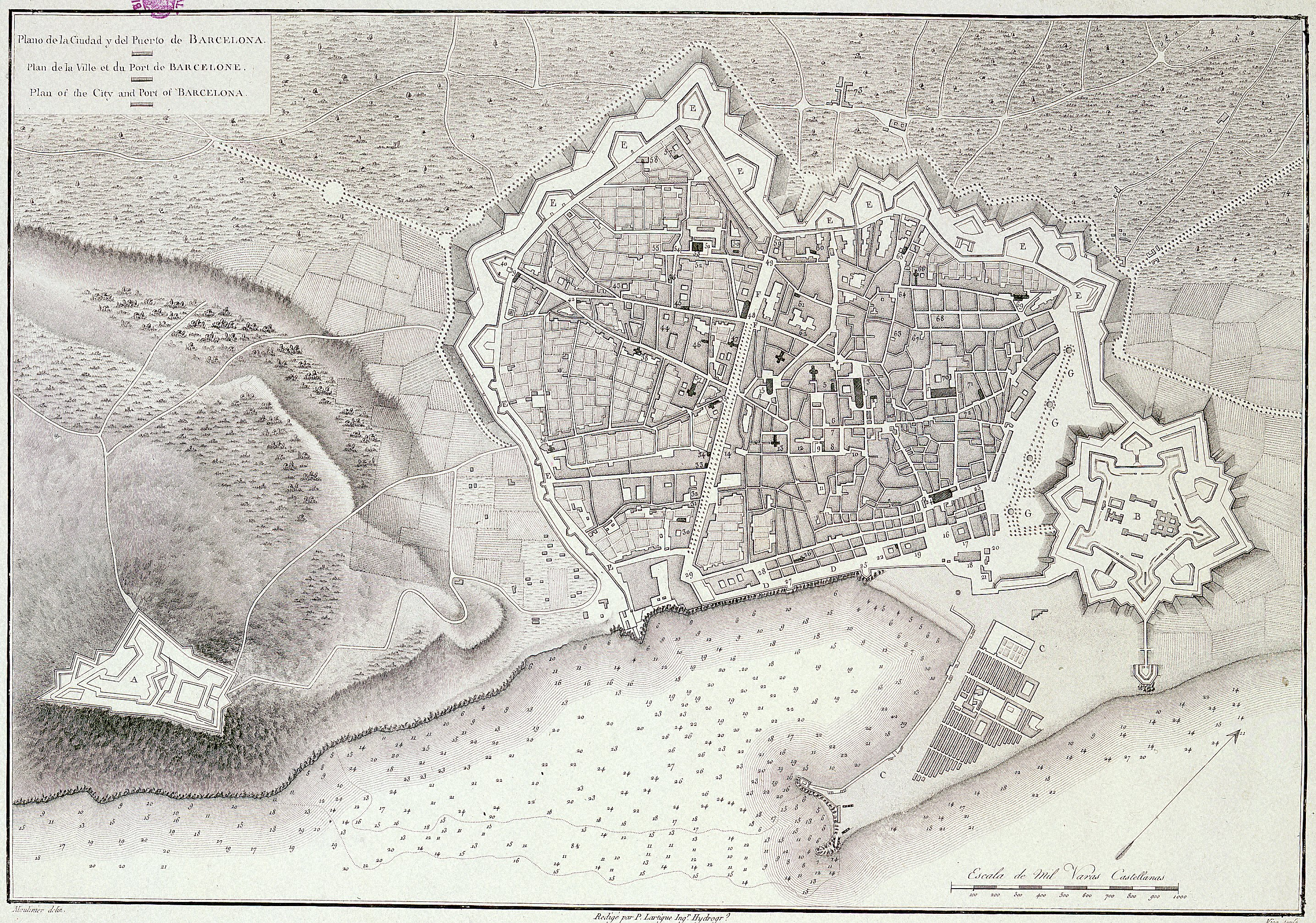
Plano de Barcelona de 1806 com a Cidadela integrada dentro das muralhas.

O parque ocupa os terrenos da Cidadela construída por Filipe V para dominar a cidade depois da Guerra de Sucessão Espanhola, no século XVIII.
Em 11 de setembro de 1714, depois de um cerco de mais de 13 meses, Barcelona rendeu-se ao exército do rei Filipe V, que, para manter a cidade sob estrito controlo, construiu esta cidadela ou fortaleza, a maior de Europa na altura, em forma de estrela.
A Cidadela foi parte integrante de um conjunto militar para dominar plenamente a cidade de Barcelona. Fazendo parte desse conjunto, se construiu o Castelo de Montjuïc, na montanha homónima que domina Barcelona desde essa época. A construção da Cidadela ficou ao cargo do engenheiro militar de origem flamenca, Joris Prosper Van Verboom. A construção decorreu entre 1716 e 1718.
Para sua construção, foi necessário derrubar parte do bairro da Ribera, que só seria transferido para Barceloneta três décadas mais tarde. Derrubaram-se 1 200 casas, bem como os conventos de Santo Agostinho e Santa Clara, e desviou-se a Acequia Condal. Ao todo, cerca de 4 500 pessoas ficaram desalojadas. Não foram concedidas compensações e estas pessoas foram abandonadas à sua sorte.

## Demolição da Cidadela
Visto ter-se tornado num símbolo odiado do governo central por parte da população de Barcelona, a Junta de Vigilância mandou demolir a Citadela em 1841. Apesar disso, dois anos depois, durante a Regência de María Cristina de Borbón, esta restaurou o local visto que ainda não estava totalmente destruído. Foi o General Prim o que decretou sua doação à cidade.
Finalmente, devido à Revolução de 1868, procedeu-se à demolição da Cidadela, começando com o derrubo da torre de San Juan, prisão militar situada na praça de armas da Cidadela. Da fortaleza original, ficaram só a capela (atual Paróquia Castrense), o palácio do governador (actualmente uma escola secundária, o IES Verdaguer) e o arsenal, atual sede do Parlamento da Catalunha.

## A Exposição Universal de 1888

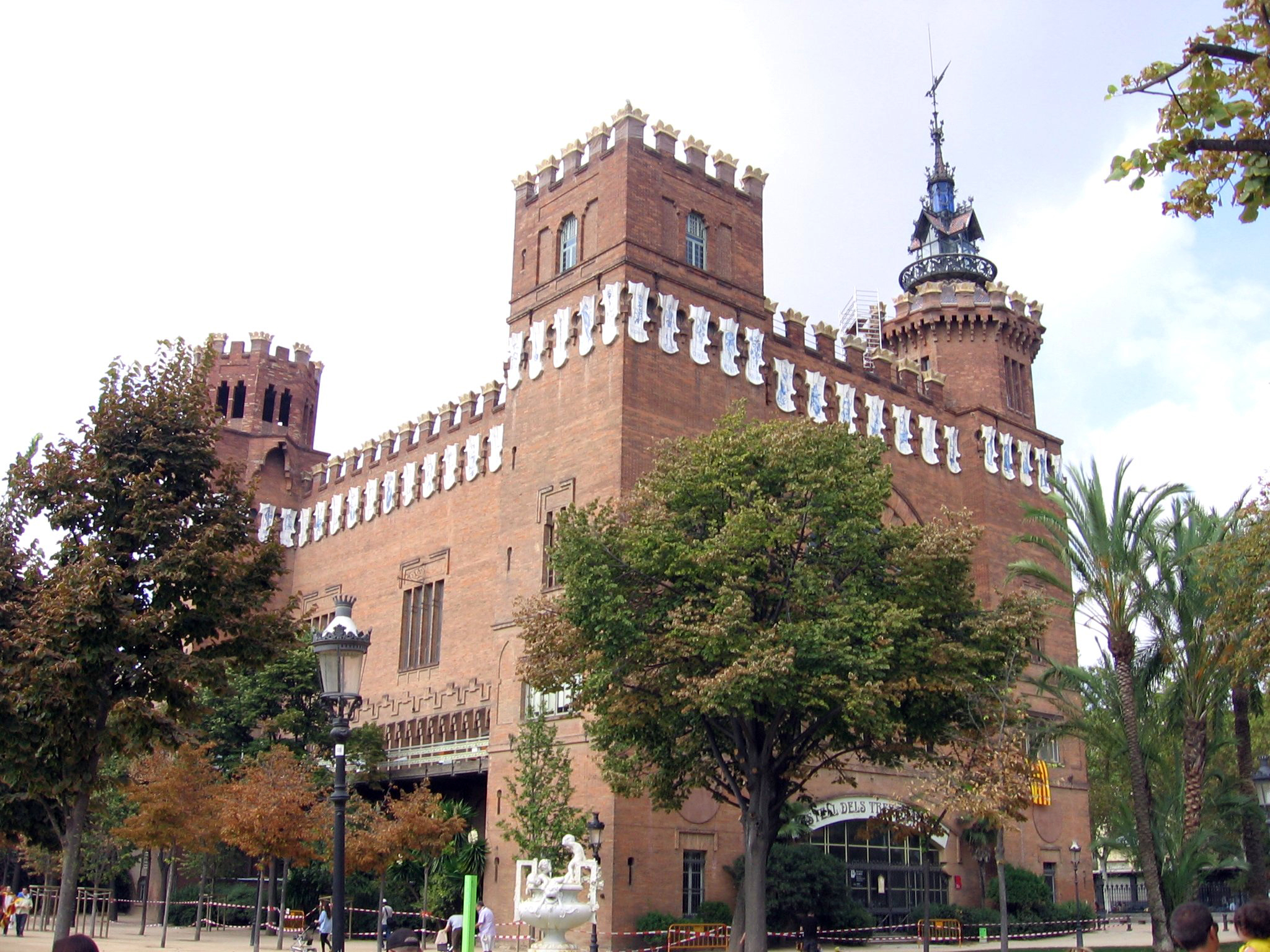
O Castelo dos Três Dragões, antigo Museu de Zoologia, obra de Lluís Domènech i Montaner.

Com a Exposição Universal de 1888, o presidente da câmara, Francisco de Paula Rius e Taulet, encarregou a urbanização do parque a Josep Fontserè, nos terrenos da Cidadela derrubada, numa altura em que Barcelona se revelava ao mundo internacional. Fontserè projectou jardins amplos para o lazer dos cidadãos, sob o lema "os jardins são para as cidades o que os pulmões são para o corpo humano". Inspirou-se nos jardins europeus como os de William Rent em Inglaterra, André Le Nôtre na França, e as vilas de recreio de Roma e Florença. Para além da zona verde, projectou uma praça central e um passeio para a circulação, bem como uma fonte monumental e diversos elementos ornamentais, dois lagos e uma zona de bosque, além de diversos edifícios auxiliares e infraestruturas, como o Mercado do Borne, um matadouro, uma ponte de ferro sobre as linhas de caminho de ferro e várias cabines de serviços.
Fontserè contou com a colaboração do jovem Antoni Gaudí, que interveio no projeto da Cascata Monumental, um dos pontos nevrálgicos do parque. Gaudí realizou o projecto hidráulico e desenhou uma gruta artificial por baixo da Cascata. O monumento destaca-se pela sua profusão escultural, para a qual contribuíram vários dos melhores escultores da época: com destaque para o grupo de esculturas de ferro forjado "A quadriga da Aurora", de Rossend Nobas, bem como "O nascimento de Vênus", de Venanci Vallmitjana; o frontão é obra de Francesc Pagès i Serratosa. Outras esculturas incluem: Anfitrite, de Josep Gamot; Neptuno e Leda, de Manel Fuxà; e Dânae, de Joan Flotats. Rafael Atché criou os quatro grifos que expulsam água pela boca, na parte inferior do monumento.
Vários dos edifícios construídos para a Exposição conservaram-se: o restaurante (conhecido como Castelo dos Três Dragões e antigo Museu de Zoologia), obra de Lluís Domènech i Montaner, de estilo neogótico mas com soluções estruturais inovadoras que refletiam já o modernismo, especialmente devido à utilização do ferro e do tijolo descoberto; o Hibernáculo, obra de Josep Amargós, feita com ferro e vidro seguindo o exemplo do Palácio de Cristal da Exposição de Londres de 1851; o Museu Martorell de Geologia, de Antoni Rovira i Trias; e o Umbráculo, de Josep Fontserè.

## O parque

1 Cascata monumental
2 Coreto de música
3 O Mamute
4 Lago artificial
5 Dedicado aos voluntários catalães
6 Parlamento da Catalunha
7 Desconsuelo
8 IES Verdaguer
9 Igreja da cidadela
10 Estátua equestre do General Prim
11 Entrada do jardim zoológico
12 A dama da sombrinha
13 Umbráculo
14 Museu de Geologia
15 Hivernáculo
16 Castelo dos três dragões

Atualmente, o parque da Cidadela é um dos mais extensos de Barcelona. Dentro de seu recinto, situa-se o Zoo de Barcelona, bem como diversas estruturas que se encontravam na antiga fortaleza (a capela, o palácio do governador e o arsenal) e da Exposição de 1888 (Umbráculo, Hivernáculo, Museu de Geologia e Museu de Zoologia).
O parque destaca-se pela sua grande extensão ajardinada, com amplos arvoredos e zonas para passear, bem como o lago e a Cascata. O lago é um dos centros nevrálgicos do parque, com vários ilhéus e grande profusão de plantas exóticas e animais aquáticos; pode-se navegar nele em barcos de remos. Junto à Cascata, figura o Jardim Romântico, com uma grande variedade de espécies vegetais. Na antiga praça de armas, há uma lagoa em forma oval com a célebre escultura Desconsuelo, obra de Josep Llimona.

No parque, figuram diversas esculturas, como o "Monumento ao General Prim", obra de Lluís Puiggener, derrubada e fundida durante a Guerra Civil, e recriada de novo por Frederic Marès em 1940; o "Monumento dedicado a Bonaventura Carles Aribau", de Manel Fuxà; o busto de Marià Aguiló, de Eusebi Arnau; "Aos Voluntários Catalães", de Josep Clarà; o busto de Lleó Fontoba, de Pablo Gargallo; os bustos de Milà i Fontanals, Víctor Balaguer e Joaquim Vayreda, de Manel Fuxà; "A cegonha e a raposa", de Eduard B. Alentorn; o "Monumento a Walt Disney", de Núria Tortras; o "Monumento ao Centenário da Exposição", de Antoni Finquei; o Mamute, de Miquel Dalmau etc. O recinto do zoo alberga a célebre escultura "Dama do Guarda-chuva", obra de Joan Roig i Solé, considerada tradicionalmente como um dos símbolos da cidade.

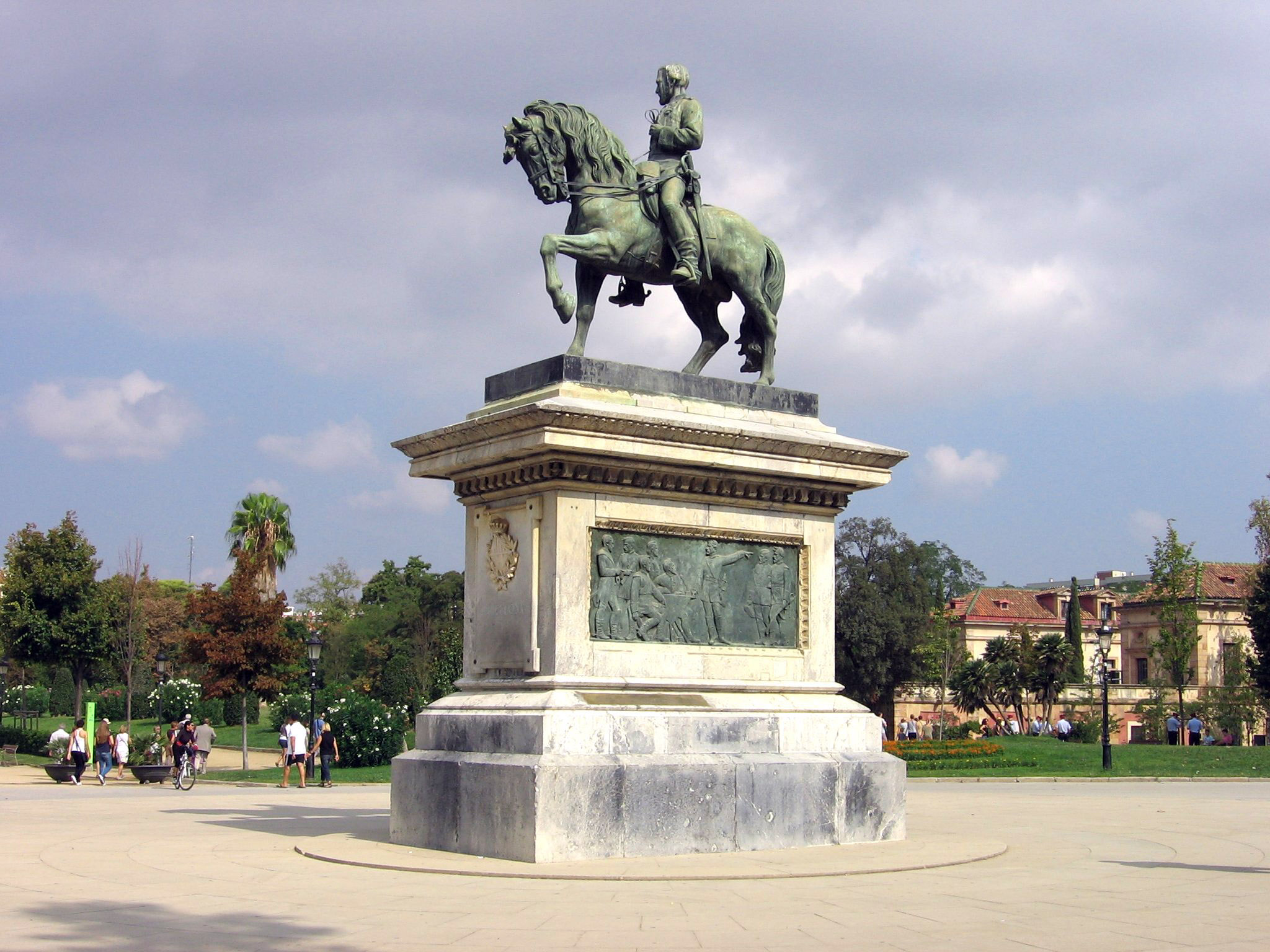
"Monumento ao General Prim", de Lluís Puiggener (restaurado por Frederic Marès).
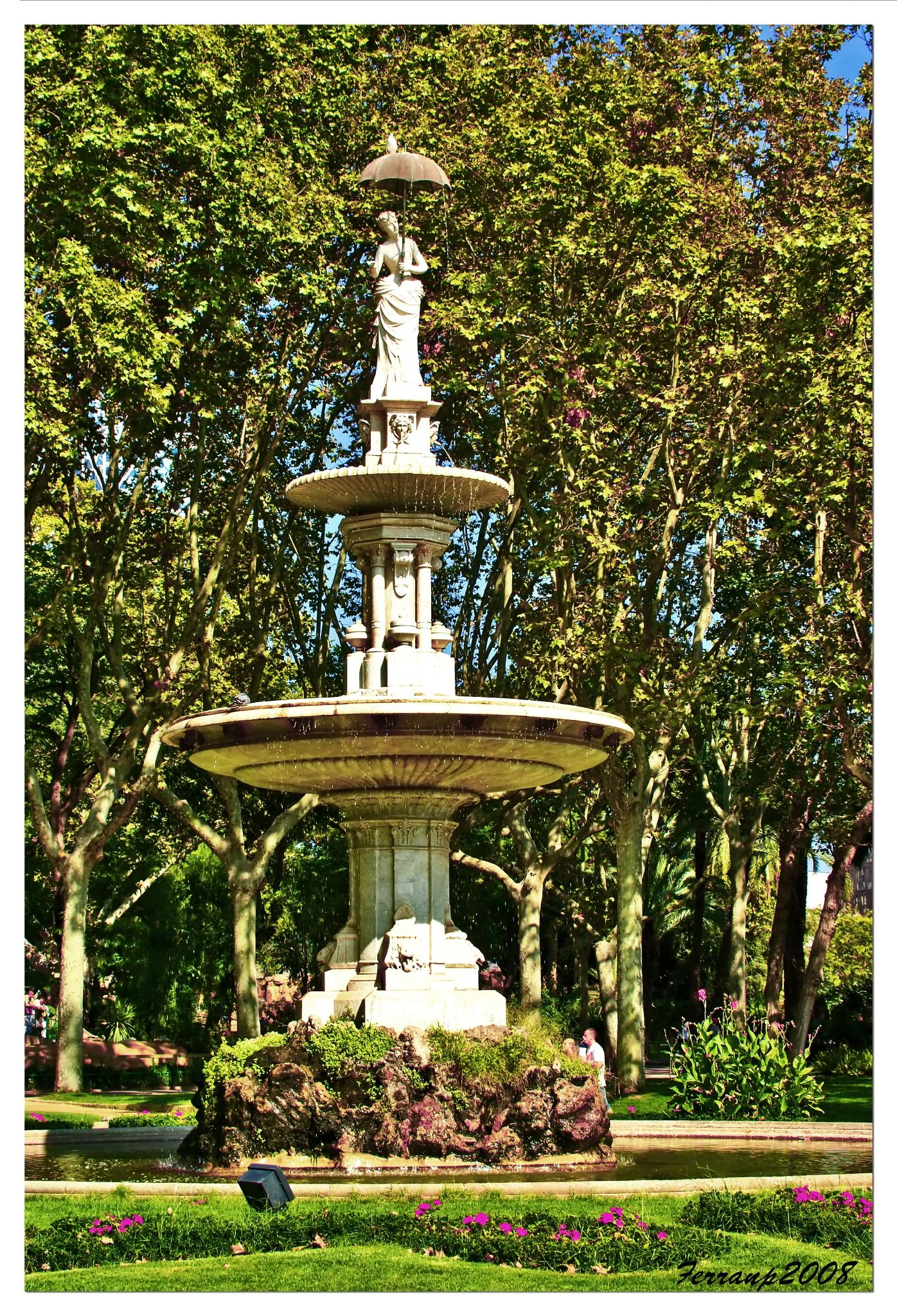
"Dama do Guarda-chuva", de Joan Roig i Solé.
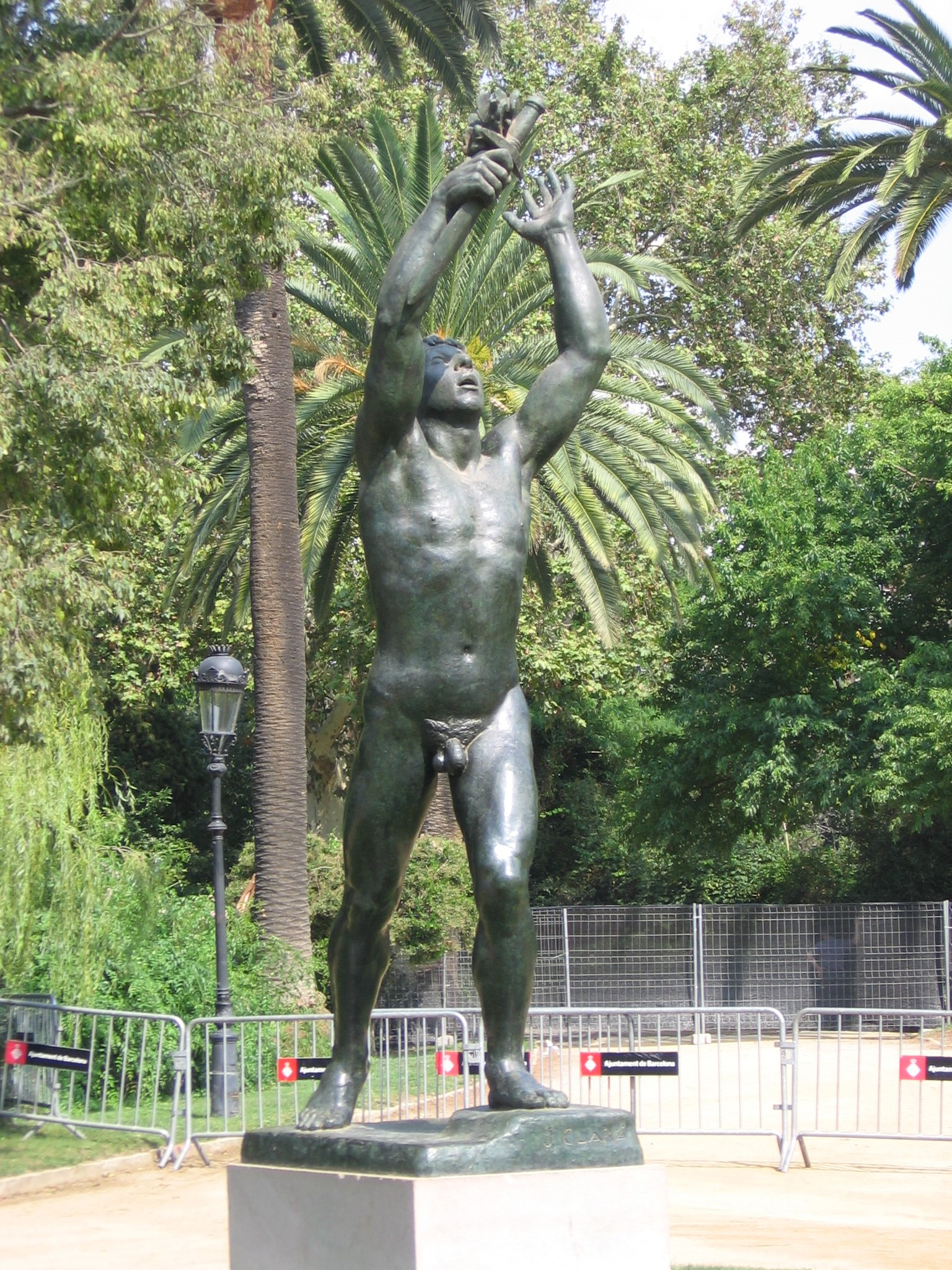
"Aos Voluntários Catalães", de Josep Clarà.
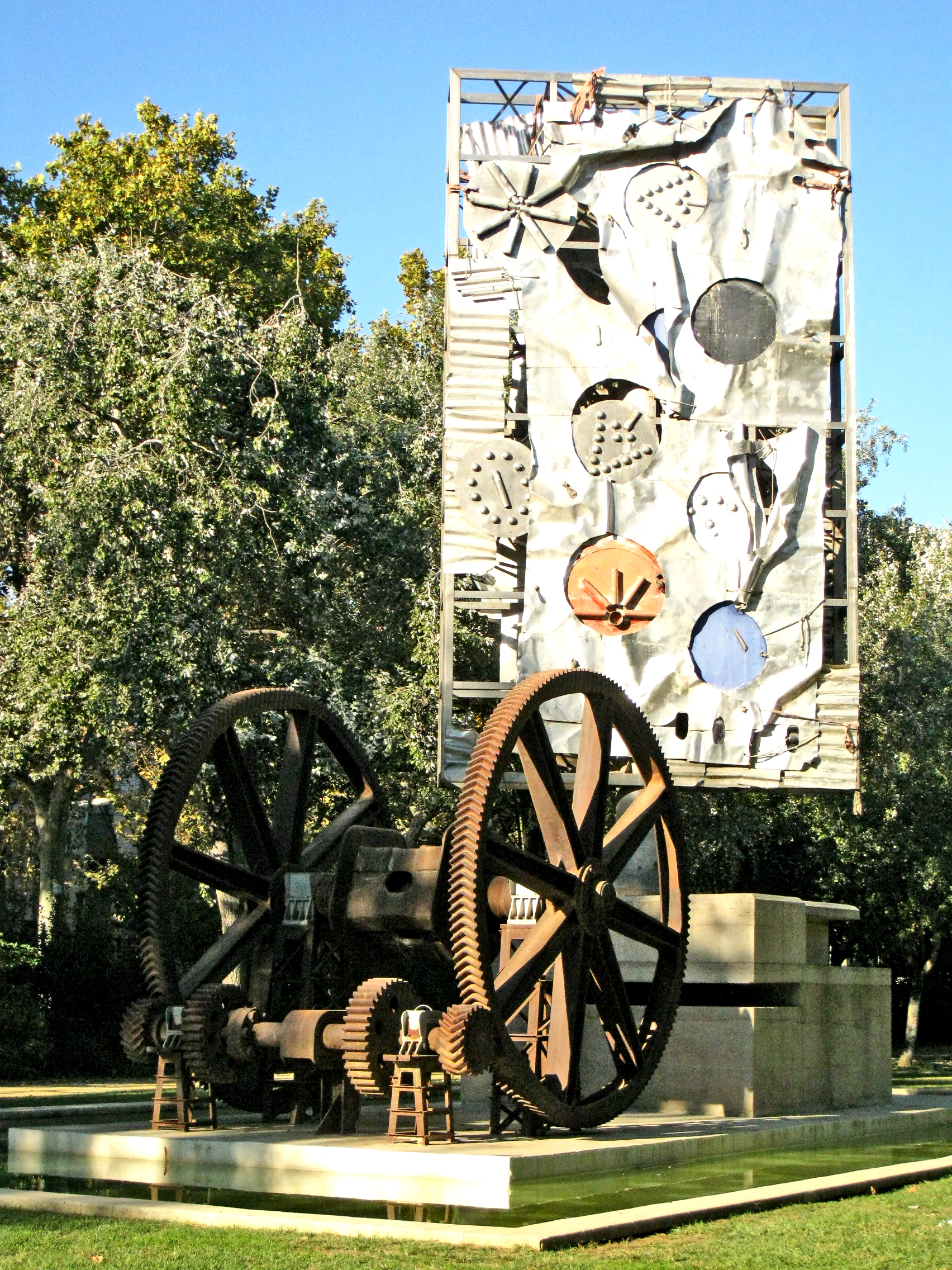
Monumento dedicado ao Centenário da Exposição, de Antoni Finquei.
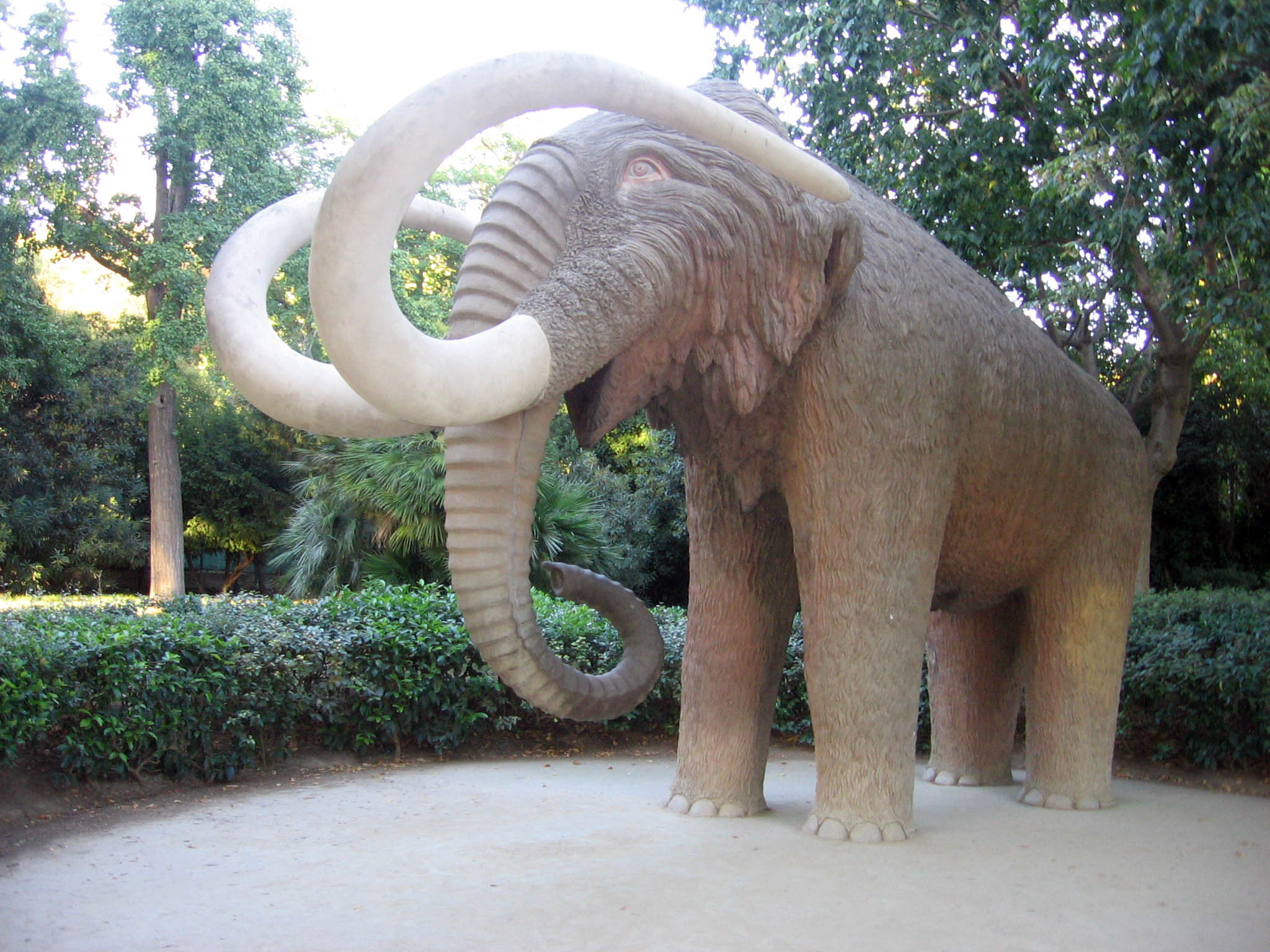
Mamut, de Miquel Dalmau.
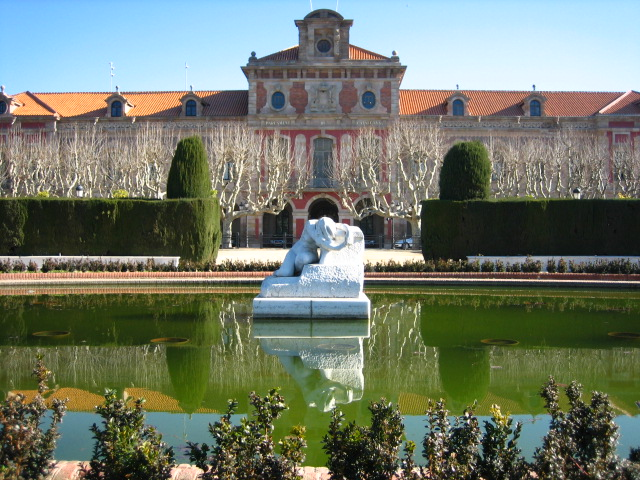
Praça de Armas, com a escultura Desconsuelo de Josep Llimona e, ao fundo, o Parlamento da Catalunha.

## Vegetação
O parque da Cidadela tem mais de uma centena de espécies, muitas delas plantadas no século XIX, pelo que é um dos parques mais antigos da cidade. São abundantes a tília (Tilia X europaea, Tilia tomentosa e Tilia X euchlora), a magnolia (Magnolia grandiflora), o álamo (Populus alva e Populus alva "Pyramidalis") e o plátano (Platanus X hispanica), que se encontram junto a outras espécies como a agreira (Celtis australis), a paulownia (Paulownia tormentosa), a árvore-dos-escudos (Ginkgo biloba), a acácia (Robinia pseudoacacia), a acácia-de-Constantinopla (Albizia julibrissin), o cipreste (Cupressus macrocarpa e Cupressus sempervirens), o pinheiro-casuarina (Casuarina cunnighamiana), a laranjeira-de-Luisiana (Maclura pomifera), a bela sombra (Phytolacca dioica), o castanheiro-da-índia (Aesculus hippocastanum), o cupressus calvo (Taxodium distichum), a Palmeira-das-canárias (Phoenix canariensis), a Palmera datilera (Phoenix dactylifera), a palmeira-azul (Brahea armata), a Yucca elephantipes), o laurel (Laurus nobilis), a tamargueira (Tamarix gallica), a adelfa (Nerium oleander), o Pitósporo-japonês (Pittosporum tobira) e o fuso-japonês (Euonymus japonicus).